# زمین‌لرزه ۱۹۹۱ راچا
زمین‌لرزه راچا  در تاریخ ۲۹ آوریل ۱۹۹۱ میلادی، برابر با ‎۹ اردیبهشت ۱۳۷۰، ساعت ۹:۱۲:۴۸ به زمان یوتی‌سی در گرجستان، منطقه راچا رخ داد. ژرفای این زلزله ۷ کیلومتر بود، و بزرگی آن ۷ در مقیاس Mw اعلام شده‌است. زمین‌لرزه به وقت محلی در روز دوشنبه، ساعت ۱۳ روی داده و منطقه زمانی آن یوتی‌سی +۴ بوده‌است .
سازمان زمین‌شناسی آمریکا نیز رومرکز این زمین‌لرزه را در مختصات ۴۲°۲۷′۱۱″شمالی ۴۳°۴۰′۲۳″شرقی / ۴۲٫۴۵۳°شمالی ۴۳٫۶۷۳°شرقی و ژرفای آن را در ۱۷ کیلومتر گزارش کرده‌است. بزرگی برگزیدهٔ این سازمان از میان بزرگی‌های محاسبه‌شدهٔ مختلف ۷ در مقیاس Mw بوده و از دید اثر، در میان چهار دسته‌بندی «نامحسوس»، «محسوس»، «زیان‌آور» یا «با تلفات»، زلزله را «با تلفات» اعلام کرده‌است.۹۵ درصد خانه‌ها در منطقه Dzhava-Chiatura-Ambralaur در زمین‌لرزه خراب شده‌است.رانش زمین در آن به وجود آمده‌است.
پروژهٔ «تنسور گشتاور مرکزوار» زاویه‌های (راستا، شیب، ریک) گسل سازندهٔ زمین‌لرزه و صفحه عمود بر آن را (°۲۸۸، °۳۹، °۱۰۶) یا (°۸۷، °۵۳، °۷۷) و نوع گسل را «معکوس» فرارسانده‌است.
شمار کشتگان زلزله حدود ۱۱۴ نفر بوده‌است.تعداد زخمیان ۱۰۰۰ نفر برآورده شده‌است.بی‌خانمان شدگان نیز ۶۷۰۰۰ نفر اعلام شده‌است.